# Mimela pirosca
Mimela pirosca är en skalbaggsart som beskrevs av Ohaus 1924. Mimela pirosca ingår i släktet Mimela och familjen Rutelidae. Inga underarter finns listade i Catalogue of Life.